# Atlanta Falcons
Atlanta Falcons je profesionalni tim američkog nogometa. Smješteni su u Atlanti u Georgiji. Domaće utakmice igraju na stadionu Georgia Dome, kapaciteta 74.228 mjesta. Falconsi su od 2002. članovi južne divizije NFC konferencije.
Klub je dosad osvojio 5 naslova prvaka svoje divizije. U Super Bowlu su igrali samo jednom, 1998., kad su bili poraženi od Denver Broncosa.

## Povijest

### Počeci kluba
Atlanta Falconsi osnovani su 1965. i ušli u NFL kao njihov 15. klub. Kao novi član lige, Falconsi su između ostalog dobili prvi pick na NFL draftu 1966. godine. Taj prvi pick bio je linebacker Tommy Nobis koji je tako postao prvi igrač kluba u povijesti. Početak je za klub bio spor, u prve 4 sezone ostvarili su samo 12 pobjeda, a prva pobjednička sezona bila im je bila 1971.

### Prvi put u playoffu
Poboljšanje je za klub došlo krajem sedamdesetih. Prvi put su se pojavili u playoffu 1978., te i ostvarili svoju prvu playoff pobjedu protiv Philadelphia Eaglesa (14:13). Tjedan dana kasnije, izgubili su u divizijskoj rundi protiv Dallas Cowboysa (koji su na kraju te sezone bili poraženi u Super Bowlu od Pittsburgh Steelersa). 2 godine kasnije, ostvarili su svoj najbolji rezultat u regularnom dijelu sezone (12-4) i plasirali se u playoff gdje su ispali odmah nakon prve utakmice porazom od Minnesota Vikingsa. Do kraja osamdesetih, Falconsi nisu imali neke značajnije uspjehe, bilježivši samo gubitničke sezone.

### Deion Sanders i Brett Favre
Falconsi su 1989. godine izborom cornerbacka Deiona Sandersa (budućeg člana Dvorane slavnih NFL-a) na draftu uspjeli malo podići profil kluba, ali rezultati su ostali osrednji. Atlanta je također na draftu 1991. izabrala quarterbacka Bretta Favrea. Favre se nije uspio nametnuti u svojoj prvoj sezoni te je bio razmijenjen u Green Bay Packers, gdje je u idućih 16 sezona postao jednim od najboljih quarterbackova svih vremena.

### Od 1998. do danas
U devedesetima je Falconsima konačno krenulo nabolje te su se tri puta pojavili u playoffu. U regularnom dijelu sezone 1998. ostvarili su čak 14 pobjeda i samo dva poraza. Nakon pobjeda u playoffu protiv San Francisca i Minnesote te godine, došli su do Super Bowla. Super Bowl XXXIII se igrao u Miamiju, a suparnik Falconsima su bili Denver Broncosi predvođeni legendardnim quarterbackom Johnom Elwayem.
Denver je pobijedio u toj utakmici 34:19, a Elway je proglašen najkorisnijim igračem utakmice. To mu je ujedno bila i zadnja sezona u NFL-u.
Falconsi su u novom tisućljeću nastavili većinom s dobrim igrama i došli do playoffa 6 puta, 2002. i 2004. s Michaelom Vickom kao quarterbackom a 2008., 2010., 2011. i 2013. s Mikeom Smithom kao trenerom i Mattom Ryanom kao quarterbackom.

## Učinak po sezonama od 2008.
| Sezona | Liga | Konferencija | Divizija | Regularni dio sezone | Regularni dio sezone | Regularni dio sezone | Regularni dio sezone | Uspjeh u doigravanju              |
| Sezona | Liga | Konferencija | Divizija | Poz.                 | Pob.                 | Por.                 | Ner.                 | Uspjeh u doigravanju              |
| ------ | ---- | ------------ | -------- | -------------------- | -------------------- | -------------------- | -------------------- | --------------------------------- |
| 2008.  | NFL  | NFC          | Jug      | 2.                   | 11                   | 5                    | 0                    | poraženi u wild-card rundi        |
| 2009.  | NFL  | NFC          | Jug      | 2.                   | 9                    | 7                    | 0                    |                                   |
| 2010.  | NFL  | NFC          | Jug      | 1.                   | 13                   | 3                    | 0                    | poraženi u divizijskoj rundi      |
| 2011.  | NFL  | NFC          | Jug      | 2.                   | 10                   | 6                    | 0                    | poraženi u wild-card rundi        |
| 2012.  | NFL  | NFC          | Jug      | 1.                   | 13                   | 3                    | 0                    | poraženi u konferencijskom finalu |
| 2013.  | NFL  | NFC          | Jug      | 3.                   | 4                    | 12                   | 0                    |                                   |
| 2014.  | NFL  | NFC          | Jug      | 3.                   | 6                    | 10                   | 0                    |                                   |
| 2015.  | NFL  | NFC          | Jug      | 2.                   | 8                    | 8                    | 0                    |                                   |
| 2016.  | NFL  | NFC          | Jug      | 1.                   | 11                   | 5                    | 0                    | poraženi u Super Bowlu LI         |
| 2017.  | NFL  | NFC          | Jug      | 3.                   | 10                   | 6                    | 0                    | poraženi u divizijskoj rundi      |
| 2018.  | NFL  | NFC          | Jug      | 2.                   | 7                    | 9                    | 0                    |                                   |